# Tülay Başaran Anadolu Lisesi
Das Tülay Başaran Anadolu Lisesi (deutsch Anatolisches Gymnasium Tülay Başaran) ist ein Anatolisches Gymnasium in Samsun. Es befindet sich in dem Stadtbezirk Kale. Die Schule wurde nach Tülay Başaran benannt. Die Schule hat etwa 500 Schüler und 42 Lehrer. Angeboten werden unter anderem eine Deutsch-Theatergruppe und eine Pfadfindergruppe. Projektunterricht gibt es in Musik, Sozialwissenschaften, Theater, Kultur und Sprache, Mehrsprachigkeit und Folklore/Tanz. Das Tülay Başaran Anadolu Lisesi ist eine von 20 PASCH-Schulen in der Türkei. PASCH ist eine Initiative „Schulen: Partner der Zukunft“ vom Auswärtigen Amt in Zusammenarbeit mit dem Deutschen Akademischen Austauschdienst, dem Goethe-Institut, dem Pädagogischen Austauschdienst der Kultusministerkonferenz der Länder und der Zentralstelle für das Auslandsschulwesen.

## Namensgeberin
Tülay Başaran wurde am 8. Mai 1961 in Istanbul geboren. In Samsun besuchte sie die Istiklal-Grundschule, absolvierte die Namik-Kemal-Oberschule und studierte anschließend Wirtschaft, Industrie und Engineering an der Gazi-Universität in Ankara. Sie schloss  ihr Studium im Jahr 1982 ab.
Nachdem Tülay Başaran bei einem Unfall ums Leben kam, setzten sich ihre Eltern für den Bau des Tülay Başaran Anadolu Lisesi ein und ließen die Oberschule mit Hilfe von Mitbürgern und staatlicher Unterstützung 1996 bauen.